# Арслан, Фырат
Фырат Арслан (тур. Fırat Arslan; род. 28 сентября 1970, Фридберг, Германия) — немецкий профессиональный боксёр турецкого происхождения, выступающий в первой тяжелой весовой категории. Бывший чемпион мира по версии WBA (2007—2008).

## Профессиональная карьера
Арслан дебютировал на профессиональном ринге в 1997 году.
В декабре 2000 потерпел первое поражение, уступил по очкам в 6-раундовом бою зимбабвийцу Коллинсу Мутижу.
В следующем бою проиграл немцу, Рудиджеру Мэю (30-1), в бою за титул чемпиона Германии. После двух поражений подряд стал побеждать.
В августе 2003 года свёл вничью бой с непобеждённым российским боксёром, Вадимом Токаревым (15-0), в поединка за титул интерконтинентального чемпиона мира по версии IBF.
В следующем бою проиграл по очкам чеху, Лубосу Суда (5-0).
В 2004 году завоевал титул чемпиона Германии в первом тяжёлом весе.
31 июля 2004 года завоевал титул чемпиона Европы по версии EBU-EU.
В январе 2005 года, Арслан нокаутировал Александра Петковича (30-2-3), и завоевал титул интерконтинентального чемпиона мира по версии WBO.

#### Претендентский бой с Григорием Дроздом
28 октября 2006 года в элиминаторе WBA нокаутировал непобеждённого российского боксёра, Григория Дрозда (25-0).

#### Бой с Валерием Брудовым
В июне 2007 года раздельным решением судей победил россиянина, Валерия Брудова (33-1), и завоевал титул временного чемпиона мира по версии WBA.

#### Чемпионский бой с Вирджилом Хиллом
А уже в конце года уверенно победил по очкам чемпиона мира, американца, Вирджила Хилла (50-6), и стал полноценным чемпионом по версии WBA.

#### Бой с Дарнеллом Уилсоном
В мае 2008 года защитил титул, победив по очкам американского джорнимена, Дарнелла Уилсона.

#### Бой с Гильемо Джонсом
27 сентября 2008 года, за один день до своего дня рожденья, проиграл нокаутом панамскому боксёру, Гильермо Джонсу и потерял титул чемпиона мира. После первого досрочного поражения ушёл из бокса почти на 2 года.

#### Бой со Стивом Эрелиусом
В 2010 году проиграл досрочно французу, Стиву Эрелиусу, в поединке за титул временного чемпиона по версии WBA.
После поражения от Эрелиуса, Арслан провёл три победных поединка.

#### Бой с Александром Алексеевым
Свёл вничью бой с чемпионом Европы, россиянином, Александром Алексеевым.

#### Чемпионские бои с Марко Хуком
В ноябре 2012 года, 42-летний Фырат Арслан встретился с чемпионом мира по версии WBO, Марко Хуком. Почти во всех раундах Арслан был активнее, и уверенно прессинговал чемпиона в ближнем бою. После окончания боя он победоносно поднял руки, и лицо его было свежее без синяков и каких либо видов боя. Измотанный Хук так же поднял руки, но зал начал свистеть. Но после объявления результатов, весь зал был шокирован, так как победу присудили Хуку. Марко Хук бесславно победил, но Фырат Арслан вырос в глазах болельщиков.
27 апреля 2013 года в 10-раундовом бою единогласным решением судей Арслан победил немца Варола Векилоглу.
В январе 2014 года, Марко Хук дал реванш Фырату Арслану. Первые раунды были на стороне Арслана, но уже с третьего раунда Хук стал более активно наступать, и в шестом раунде нокаутировал Фырата Арслана.

#### Чемпионский бой с Йоаном Пабло Эрнандесом
16 августа 2014 года Фырат Арслан вышел на бой с чемпионом мира по версии IBF, кубинцем, Йоаном Пабло Эрнандесом. Бой начался с привычного прессинга Арслана, который плотно перекрывшись руками теснил чемпиона к канатам. Картина боя была схожей с поединка первого боя Арслана и Марко Хука. В заключительных раундах Эрнандес настолько устал, что перестал боксировать, а лишь шёл в клинч, постоянно повисая на Арслане. После окончания 12-ти раундов присудили победу раздельным решением судей Эрнандесу.

## Таблица профессиональных поединков
В таблице перечислены результаты всех поединков боксёров.
В каждой строке указан результат поединка. Дополнительно номер поединка обозначен цветом, который обозначает итог поединка. Расшифровка обозначений и цветов представлена в нижеследующей таблице.
| Пример | Расшифровка                     |
| ------ | ------------------------------- |
|        | Победа                          |
|        | Ничья                           |
|        | Поражение                       |
|        | Планируемый поединок            |
|        | Поединок признан несостоявшимся |
| КО     | Нокаут                          |
| ТКО    | Технический нокаут              |
| PTS    | Решение судей (по очкам)        |
| UD     | Единогласное решение судей      |
| MD     | Решение большинства судей       |
| SD     | Раздельное решение судей        |
| RTD    | Отказ от продолжения боя        |
| DQ     | Дисквалификация                 |
| NC     | Поединок признан несостоявшимся |

| 67 поединков, 55 побед (40 нокаутом), 9 поражений, 3 ничьи. | 67 поединков, 55 побед (40 нокаутом), 9 поражений, 3 ничьи. | 67 поединков, 55 побед (40 нокаутом), 9 поражений, 3 ничьи. | 67 поединков, 55 побед (40 нокаутом), 9 поражений, 3 ничьи. | 67 поединков, 55 побед (40 нокаутом), 9 поражений, 3 ничьи. | 67 поединков, 55 побед (40 нокаутом), 9 поражений, 3 ничьи. | 67 поединков, 55 побед (40 нокаутом), 9 поражений, 3 ничьи.                      |
| Бой                                                         | Рекорд                                                      | Дата                                                        | Соперник                                                    | Место боя                                                   | Результат                                                   | Данные о бое                                                                     |
| ----------------------------------------------------------- | ----------------------------------------------------------- | ----------------------------------------------------------- | ----------------------------------------------------------- | ----------------------------------------------------------- | ----------------------------------------------------------- | -------------------------------------------------------------------------------- |
| 67                                                          | 55–9–3                                                      | 21 октября 2023                                             | Эдин Пухало (23-1)                                          | EWS Arena, Гёппинген, Германия                              | TKO 6 (12), 1:23                                            | Бой за титул WBA Gold в первом тяжёлом весе.                                     |
| 66                                                          | 54–9–3                                                      | 27 мая 2023                                                 | Ибрагим Йылдирим (11-3)                                     | Helios Arena, Филлинген-Швеннинген, Германия                | KO 1 (10), 1:10                                             |                                                                                  |
| 65                                                          | 53–9–3                                                      | 17 декабря 2022                                             | Джексон Дос Сантос (22-14)                                  | Firat Arslan Sportcenter, Гёппинген, Германия               | TKO 2 (10), 1:58                                            |                                                                                  |
| 64                                                          | 52–9–3                                                      | 15 июля 2022                                                | Хуан Родольфо Хуарес (20-6)                                 | Historische Stadthalle, Вупперталь, Германия                | TKO 2 (10), 2:33                                            |                                                                                  |
| 63                                                          | 51–9–3                                                      | 26 марта 2022                                               | Тони Тес (19-10-1)                                          | Firat Arslan Sportcenter, Гёппинген, Германия               | TKO 2 (10), 2:30                                            |                                                                                  |
| 62                                                          | 50–9–3                                                      | 4 декабря 2021                                              | Алехандро Беррио (39-9)                                     | Sartory-Saal, Кёльн, Германия                               | KO 4 (12), 2:40                                             | Бой за титул WBA International (1-я защита Арслана) в первом тяжёлом весе.       |
| 61                                                          | 49–9–3                                                      | 24 июля 2021                                                | Рубен Эдуардо Акоста (38-17-5)                              | Firat Arslan Sportcenter, Гёппинген, Германия               | KO 4 (12), 2:56                                             | Бой за вакантный титул WBA International в первом тяжёлом весе.                  |
| 60                                                          | 48–9–3                                                      | 6 марта 2021                                                | Гасмир Пердомо (26-9)                                       | Firat Arslan Sportcenter, Гёппинген, Германия               | KO 3 (10), 0:45                                             |                                                                                  |
| 59                                                          | 47–9–3                                                      | 8 февраля 2020                                              | Кевин Лерена (24-1)                                         | EWS Arena, Гёппинген, Германия                              | TKO 3 (10), 1:13                                            | Бой за титул чемпиона мира по версии IBO (6-я защита Лерены) в 1-м тяжёлом весе. |
| 58                                                          | 47–8–3                                                      | 14 сентября 2019                                            | Сами Энбом (18-4)                                           | Verti Music Hall, Берлин, Германия                          | KO 3 (10), 0:30                                             |                                                                                  |
| 57                                                          | 46–8–3                                                      | 22 июня 2019                                                | Сезар Давид Кренс (23-12)                                   | Argensporthalle, Ванген-им-Алльгой, Германия                | KO 2 (10), 0:30                                             |                                                                                  |
| ...                                                         |                                                             |                                                             |                                                             |                                                             |                                                             |                                                                                  |
| 5                                                           | 5-0                                                         | 22 июля 1998                                                | Патрик Акерлунд (3-1-1)                                     | Аутруп , Дания                                              | SD 6                                                        |                                                                                  |
| 4                                                           | 4-0                                                         | 21 апреля 1998                                              | Ладислав Олах (0-3)                                         | Леганес, Испания                                            | TKO 2 (6)                                                   |                                                                                  |
| 3                                                           | 3-0                                                         | 29 ноября 1997                                              | Роман Никодем (0-1)                                         | Ингельмюнстер, Бельгия                                      | KO 2 (6)                                                    |                                                                                  |
| 2                                                           | 2-0                                                         | 2 сентября 1997                                             | Кевин Митчелл (1-2)                                         | Elephant & Castle Centre, Саутварк, Великобритания          | PTS 4                                                       |                                                                                  |
| 1                                                           | 1-0                                                         | 25 января 1997                                              | Зшольт Янко (0-3-1)                                         | Maritim Hotel, Штутгарт, Германия                           | PTS 4                                                       | Профессиональный дебют.                                                          |
| Бой                                                         | Рекорд                                                      | Дата                                                        | Соперник                                                    | Место боя                                                   | Результат                                                   | Данные о бое                                                                     |